# دريي قوري
دريي قوري الداوردي ( 1860 - 1920) هو ملك دولة الدراويش وحاكم و قائد صومالي قاد الجهاد ضد الاحتلال البريطاني والإيطالي والإثيوبي في الصومال في مطلع القرن العشرين.